# Людина розумна. Історія людства від минулого до майбутнього
Люди́на розу́мна. Істо́рія лю́дства від мину́лого до майбу́тнього (івр. קיצור תולדות האנושות‎, [Ḳitsur toldot ha-enoshut], англ. Sapiens: A Brief History of Humankind) — книга Ювала Ноя Харарі, що вперше була опублікована на івриті в Ізраїлі в 2011 році. Українською мовою вийшла у видавництві «Клуб сімейного дозвілля» у 2016 році. Книга описує історію людства з еволюції видів людини в кам'яній добі до XXI століття, зосереджуючись на видах людини, Homo sapiens, і містить в собі твердження в рамках природничих наук, зокрема еволюційної біології.
Книга отримала змішані відгуки. Вчені з відповідної наукової галузі, як правило, ставилися дуже скептично. Проте громадська реакція на книгу була позитивною.

## Рецензії

### Наукові рецензії
Антрополог Крістофер Роберт Холлпайк переглянув цю книгу і не знайшов жодного «серйозного внеску в знання». Огляд книги в газеті «The Washington Post», еволюційним антропологом Аві Тушман вказує на проблеми, що випливають з протиріччя «вільнодумного наукового розуму» Харарі та його «нечіткого світогляду, що підкреслено політичною коректністю», але тим не менше пише, що «Книга Харарі важлива для читання для серйозно налаштованих, саморефлекторних сапієнсів». Сам автор вважав книгу «дикою інтелектуальною їздою по ландшафту історії, усіяного сенсаційними проявами спекуляцій, і який закінчується кривавими прогнозами про людську долю».
В американському науково-популярному журналі «Популярна механіка» в огляді на книгу сказано: «Крізь текст видніються політичні переконання автора (Харарі — переконаний соціаліст) і його ставлення до всього, від фінансових інструментів до лібералізму. Крім того, вся книга перейнята ностальгією за часами збору і полювання: короткий робочий день, багата і різноманітна дієта, майнова рівність для Харарі набагато привабливіша за нерівномірно розподілені блага сучасної цивілізації. Читати її можна з величезним інтересом, але вкрай обережно: Харарі десятки разів виходить за межі своєї професійної компетенції, поглиблюється в сфери етології, психології та макроекономіки».
Пишучи рецензію на книгу в «The Guardian», філософ Гален Джон Штрюсон прийшов до висновку, що серед інших проблем «Дуже багато» Сап'єнсів «є надзвичайно цікавим, і це часто добре виражено. Проте, як про це йдеться далі, привабливі риси книги перевантажені недовірливістю, перебільшенням та сенсаційністю».
Огляд книги в «Новій Атлантиді» Джон Секстон, аспірант Чиказького університету, зробив висновок, що "книга є принципово несерйозною і не заслуговує на широке визнання та увагу «яку вона отримала».

### Громадські рецензії
Королівське товариство біологів у Великій Британії вибрала цю книгу в нагороді Книга 2015. За версією національної бібліотеки Китаю книга стала найкращою книгою яка публікується в 2014 році. Перекладена на 45 мов (станом на червень 2017 року).

## Бібліографічні деталі
Оригінальною мовою, на івриті книга вперше була опублікована в 2011 році під назвою קיצור תולדות האנושות [Ḳitsur toldot ha-enoshut] видавництвом Кінерет Змора Двір.
Англійський переклад вийшов 2014 року як Sapiens: A Brief History of Humankind, «перекладена автором з допомогою Джона Перселла і Хаїм Вацман», одночасно британським видавництвом Harvill Secker ISBN 9781846558238 (тверда обкладинка), ISBN 9781846558245 (м'яка) і в Канаді видавництвом Signal (ISBN 978-0-7710-3850-1, ISBN 978-0-7710-3852-5 (HTML)). Книгу було перевидано в 2015 з тією ж назвою лондонським видавництвом Vintage Books, але без інформації про перекладачів (ISBN 9780099590088).

### Переклади українською
Основані на англійському виданні 2014 року від Harvill Secker.
- Ювал Ной Харарі. Людина розумна. Історія людства від минулого до майбутнього / пер. з англ. Ярослава Лебеденка. — Харків : КСД, 2016. — 413 с. — 10 000 прим. — ISBN 978-617-12-1531-3.
- Ювал Ной Харарі. Людина розумна. Історія людства від минулого до майбутнього / пер. з англ. Ярослава Лебеденка. — EPUB. — Харків : КСД, 2016. — 413 с. — ISBN 978-617-12-1742-3.
- Ювал Ной Харарі. Людина розумна. Історія людства від минулого до майбутнього / пер. з англ. Ярослава Лебеденка. — 2-е вид. — Харків : КСД, 2018. — 544 с. — 5 000 прим. — ISBN 978-617-12-1531-3.

### Рецензії та відгуки українською
- "ЛЮДИНА РОЗУМНА". urbanoteka.lviv.ua. urban бібліотека. Архів оригіналу за 26 вересня 2018. Процитовано 26 вересня 2018.
- Ірина Троскот (15 листопада 2016). Людина розумна vs Людина войовнича. litakcent.com. ЛітАкцент. Архів оригіналу за 26 вересня 2018. Процитовано 26 вересня 2018.
- Вісімнадцятий день книжкового науково-популярного адвенту. Людина розумна. psbooks.com.ua. PSBooks Науково-популярні книжки. 26 грудня 2017. Архів оригіналу за 26 вересня 2018. Процитовано 26 вересня 2018.